# Acrilato de n-propila
Acrilato de n-propila é o composto químico orgânico de fórmula C6H10O2, com massa molecular de 114,14 , também chamado de n-propilacrilato, acrilato de 1-propila, 2-propenoato de propila, sendo o éster do ácido acrílico do 1-propanol. Possui ponto de ebulição de 43-44°C a 40mmHg e densidade de 0,92 g/cm3. É classificado com o número CAS 925-60-0, CBNumber CB6164603 e MOL File 925-60-0.mol.